# Matteo Rabottini
Matteo Rabottini (Pescara, Abruzos, 14 de agosto de 1987) es un ciclista italiano.

## Trayectoria
Debutó como profesional en 2011 con el equipo Farnese Vini-Neri Sottoli.
Como amateur se proclamó campeón de Italia sub-23.
Su victoria más importante ha sido la 15.ª etapa del Giro de Italia 2012 en el ascenso a Pian dei Resinelli, cuando luego de estar más 150 km en fuga fue alcanzado por Joaquim Rodríguez a 400 metros del final, pero el italiano pudo mantenerse detrás y pasarlo a falta de 50 m Además al final de ese Giro, ganó la clasificación de la montaña.
El 12 de septiembre de 2014 se anunció un positivo por EPO tras una muestra tomada el 7 de agosto. El Neri Sottoli, equipo al que pertenecía, anunció su despido de forma inmediata. Un año más tarde confesaría.

## Palmarés
2011
- 1 etapa del Tour de Turquía

2012
- 1 etapa del Giro de Italia, más clasificación de la montaña

2014
- 3.º en el Campeonato de Italia en Ruta

## Resultados en Grandes Vueltas
| Carrera | Carrera         | 2011  | 2012 | 2013 | 2014 | 2015 | 2016 | 2017 | 2018 | 2019 | 2020 | 2021 |
| ------- | --------------- | ----- | ---- | ---- | ---- | ---- | ---- | ---- | ---- | ---- | ---- | ---- |
|         | Giro de Italia  | 113.º | 60.º | 55.º | 17.º | —    | —    | —    | —    | —    | —    | —    |
|         | Tour de Francia | —     | —    | —    | —    | —    | —    | —    | —    | —    | —    | —    |
|         | Vuelta a España | —     | —    | —    | —    | —    | —    | —    | —    | —    | —    | —    |

—: no participa

Ab.: abandono

## Equipos
- Farnese Vini/Vini Fantini/Neri Sottoli (2011-2014)
  - Farnese Vini-Neri Sottoli (2011)
  - Farnese Vini-Selle Italia (2012)
  - Vini Fantini-Selle Italia (2013)
  - Neri Sottoli (2014)
- Meridiana Kamen (2016-2022)